# كأس نيوزيلندا 1998
كأس نيوزيلندا 1998 (بالإنجليزية: 1998 Chatham Cup)‏ هو موسم من كأس نيوزيلندا. فاز فيه سنترال يونايتد.